# Malachiina
Malachiina es una subtribu de coleópteros polífagos de la familia Melyridae.

## Géneros
| - Acromalachius Evers, 1985 - Anhomodactylus Mayor & Wittmer, 1981 - Axinotarsus Motschulsky, 1853 - Cerapheles Mulsant & Rey, 1867 - Ceratistes Fischer von Waldheim, 1844 - Chionotopus Abeille de Perrin, 1881 - Clanoptilus Motschulsky, 1853 | - Cordylepherus Evers, 1985 - Cyrtosus Motschulsky, 1854 - Haplomalachius Evers, 1985 - Malachius Fabricius, 1775 - Micrinus Mulsant & Rey, 1867 - Microlipus LeConte, 1852 - Planasiella Constantin & Liberti, 2005 |